# Sucilá (kommun)
Sucilá är en kommun i Mexiko.   Den ligger i delstaten Yucatán, i den östra delen av landet, 1 100 km öster om huvudstaden Mexico City. Antalet invånare är 3 930. Arean är 257 kvadratkilometer.
Terrängen i Sucilá är mycket platt.
Följande samhällen finns i Sucilá:
- Sucilá